# Windpark Jüchen A44n
Der Windpark Jüchen A44n (auch als Windpark Garzweiler bezeichnet) ist ein Windpark beidseits der Bundesautobahn 44 im Süden des Stadtgebietes von Jüchen, an der Grenze zu Bedburg. Er besteht aus sechs Windenergieanlagen.

## Geschichte
Anfang 2018 wurde erstmals über die Planungen für sechs neue Windenergieanlagen im südlichen Stadtgebiet von Jüchen auf rekultivierter Fläche des Braunkohletagebaus Garzweiler berichtet. Im Januar 2020 erhielten die künftigen Betreiber Innogy und NEW Re bei einer Auktion der Bundesnetzagentur den Zuschlag für das Projekt. Zunächst war Innogy mit 51 Prozent und NEW Re mit 49 Prozent an dem Kooperationsprojekt beteiligt. Im Zuge des 2018 vereinbarten umfangreichen Tauschs von Vermögenswerten und Geschäftsbereichen von RWE und E.ON ging die Mehrheitsbeteiligung der Innogy an die RWE über. Die Stadt Jüchen erwarb im Laufes des Jahres 2020 etwa die Hälfte der Anteile der NEW Re GmbH und kommt somit auf rund ein Viertel der Gesamtanteile. Hierdurch werden signifikante jährliche Erträge für den städtischen Haushalt erwartet.
Die Investitionskosten für den Windpark werden inklusive des Netzanschlusses mit 32 Millionen Euro angegeben.
Die Bauarbeiten begannen im April 2020. Im Mai 2020 wurde bekannt, dass Nordex SE mit der Lieferung und Errichtung der sechs Anlagen des Typs N149/4500 beauftragt wurde. Die erste Windenergieanlage wurde im April 2021 fertiggestellt.

### Demontage und Neuerrichtung der Anlagen
Mitte September 2021 waren die Anlagen bereits fertiggestellt, die Übergabe an den Betreiber RWE war ursprünglich für Ende des Jahres 2021 geplant. Aufgrund von Schäden am Turm wurde im August 2021 eine der Anlagen bis auf weiteres nicht in Betrieb genommen, während die restlichen Anlagen in den Probebetrieb überführt wurden. 
Nachdem am 29. September 2021 in Haltern eine Windkraftanlage vom Typ Nordex N149, die auf einem baugleichen Hybridturm wie die Anlagen in Jüchen montiert war, eingestürzt war, wurden aus Sicherheitsgründen alle baugleichen Anlagen, darunter auch die im Windpark Jüchen, komplett stillgelegt und großräumig abgesperrt. Ursache für den Einsturz waren Schwachstellen im unteren Teil des Turms, der aus Spannbetonteilen zusammengesetzt ist, weshalb die Türme aufgrund der Einsturzgefahr demontiert werden mussten.
Am 20. November 2022 wurde die erste Windenergieanlage, an der im August 2021 die ersten Schäden entdeckt wurden, komplett gesprengt, da eine schrittweise Demontage aus Sicherheitsgründen nicht möglich war. Bei den weiteren fünf Anlagen wurden die Rotorblätter, das Maschinenhaus und das obere Turmteil aus Stahl entfernt, bevor die unteren Turmteile aus Beton gesprengt wurden. Die Anlagen werden an gleicher Stelle mit den bestehenden Maschinenhäusern und Rotorblättern, allerdings anderem Turmunterteil, wieder aufgebaut und Ende 2023 wieder ans Netz angeschlossen werden.

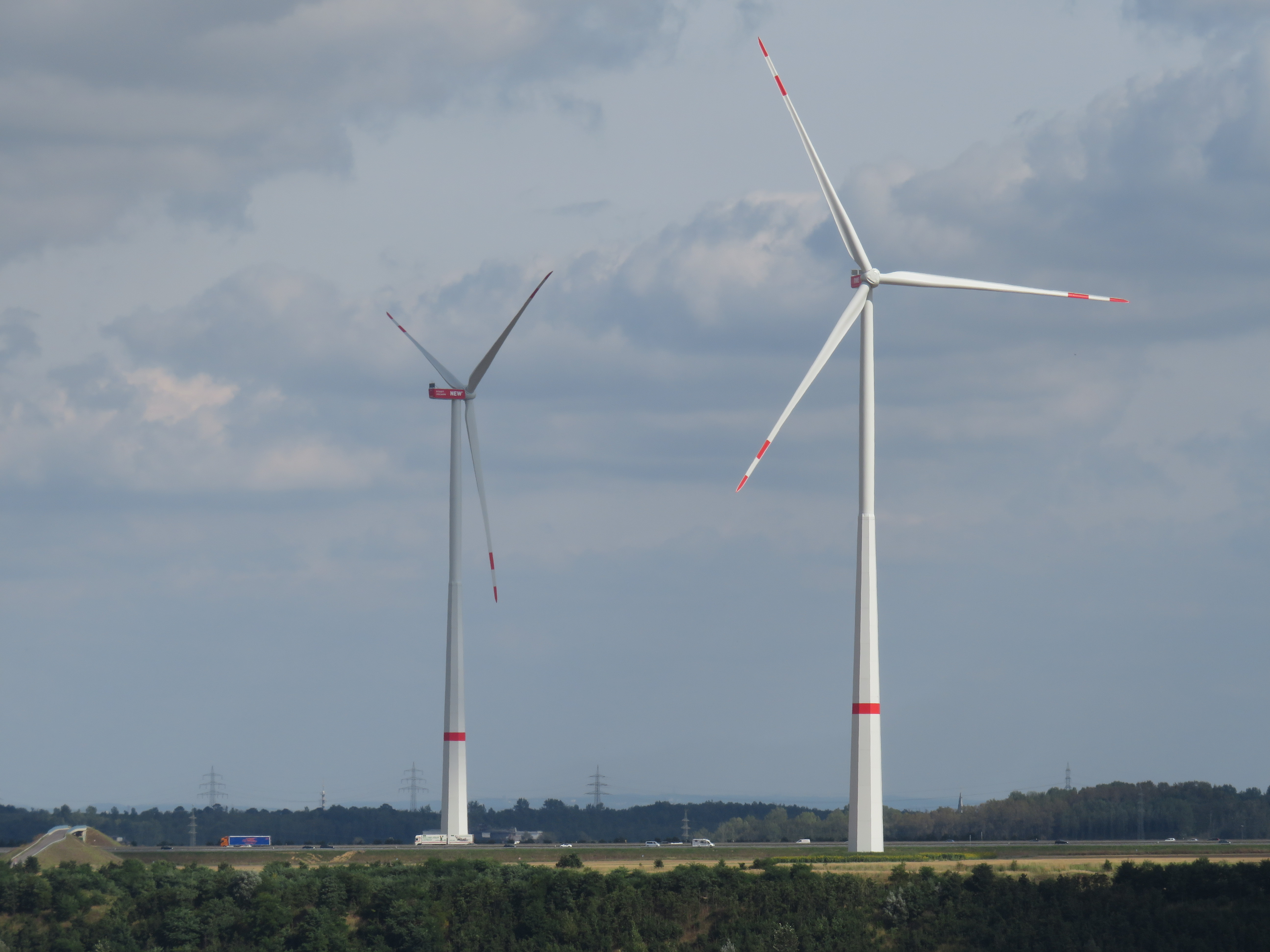
Zwei der Anlagen, etwa zwei Wochen vor Stilllegung (09/2021)
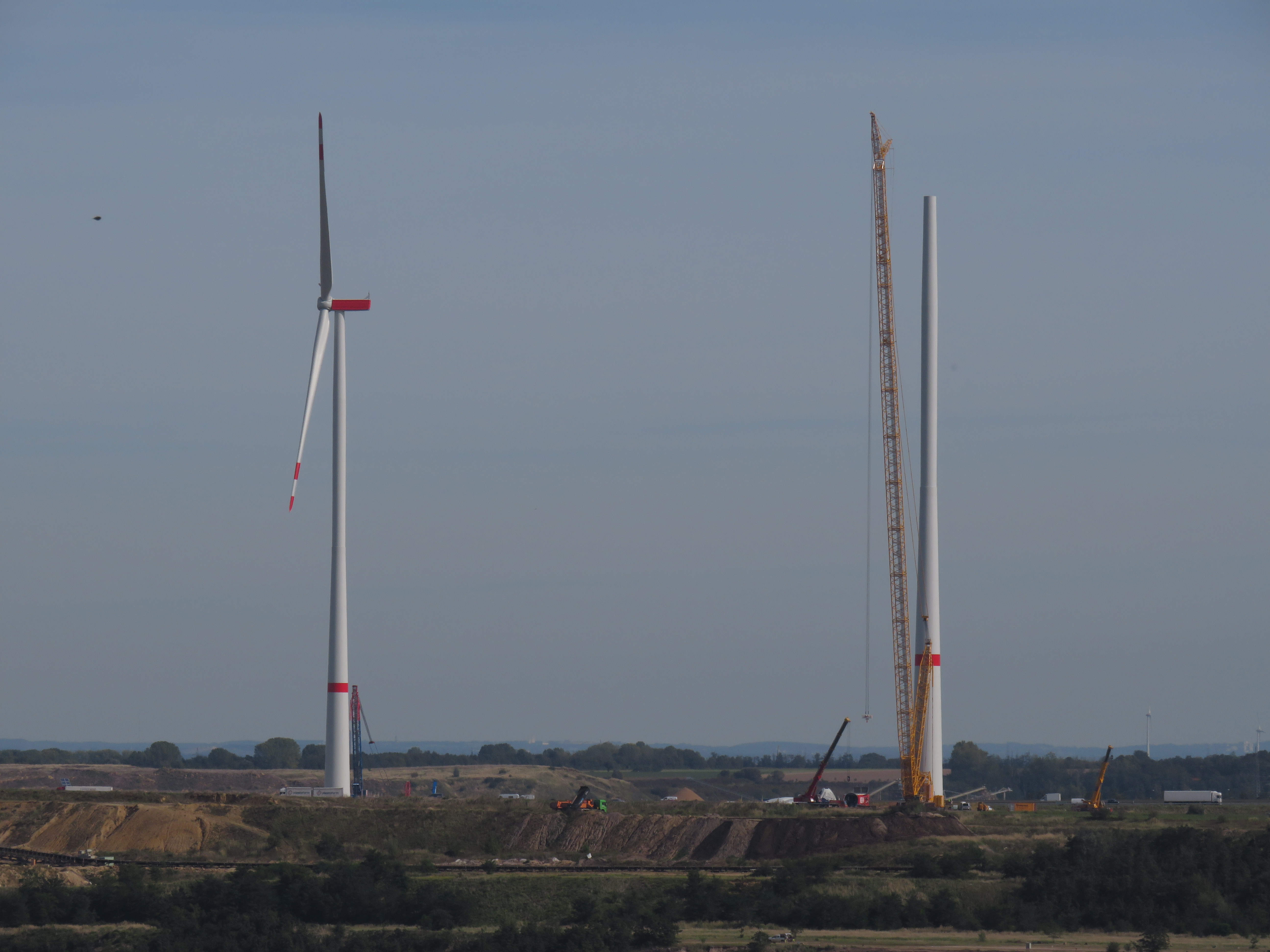
Wiederaufbau von Gondel und Rotorblättern der Anlagen auf neuen Türmen (09/2023)

Im Mai 2024 ging der Windpark mit neuen Hybridtürmen von Max Bögl wieder in Betrieb.

## Technik
Insgesamt haben die sechs Windenergieanlagen eine installierte Leistung von 27 MW und sollen jedes Jahr rechnerisch rund 26.000 Haushalte versorgen können. Das Maschinengehäuse der Windkraftanlagen ist auf einem sogenannten Hybridturm errichtet, der aus einem Betonturm und darüber einem Stahlrohrturm besteht. Der Betonturm wiederum besteht aus mehreren Segmenten, die mit normalen Lastkraftwagen angeliefert werden können. Die 73 m langen Rotorblätter der Windkraftanlage wiegen rund 21 Tonnen.
Die Windenergieanlagen schließen an das Übertragungsnetz der Amprion an.
| Anlagentyp       | Anzahl | Baujahr   | Gesamthöhe | Rotordurchmesser | Nabenhöhe | Leistung pro Anlage |
| ---------------- | ------ | --------- | ---------- | ---------------- | --------- | ------------------- |
| Nordex N149/4500 | 6      | 2021/2023 | 238 m      | 149 m            | 164 m     | 4,5 MW              |

## Sonstiges
In unmittelbarer Nähe befinden sich weitere größere Windparks. Ebenfalls auf dem Gebiet von Jüchen liegt der nordöstlich gelegene Windpark Jüchen. Südöstlich liegt der Windpark Königshovener Höhe, auf dem Stadtgebiet von Bedburg. Zudem befindet sich südlich entlang der Autobahn A44n der Windpark Bedburg A44n.